# Winfried K. Hensinger
Winfried K. Hensinger ist ein deutscher Physiker, der sich mit der Technologie von Quantencomputern befasst.
Hensinger studierte an der Ruprecht-Karls-Universität Heidelberg, an der er seine Vordiplomprüfung ablegte, und an der University of Queensland in Brisbane, wo er seinen Master-Abschluss erwarb und bei Halina Rubinsztein-Dunlop, Norman Heckenberg und Gerard Milburn promovierte. Er befasste sich damals mit nichtlinearer Quantendynamik mit ultrakalten Atomen und demonstrierte während eines Aufenthalts am National Institute of Standards and Technology bei dem Nobelpreisträger William Daniel Phillips in Gaithersburg dynamisches Quantentunneln, das heißt Tunneln zwischen zwei Bewegungszuständen, in Bose-Einstein-Kondensaten mit Natriumatomen. Als Post-Doktorand war er drei Jahre bei Christopher Monroe an der University of Michigan, wo eine Zusammenarbeit mit dem Ziel begann, Ionenfallen für einzelne Atome mit Technologien der Chipfertigung in großer Anzahl auf Mikrochips zu realisieren. Das US-Patent wurde 2008 erteilt. Das setzte er auch an der University of Sussex fort, wohin er 2005 als Lecturer wechselte, Professor wurde und die Quantum Technology Group leitet.
An der University of Sussex gelang ihm 2015 die Entwicklung einer Methode, Atome in Ionenfallen mit Mikrowellen (statt wie sonst üblich mit Lasern) auf ein Millionstel Grad über dem absoluten Nullpunkt zu kühlen.
2017 präsentierte er mit seiner Gruppe die Blaupause für einen Quantencomputer.
Er befasst sich auch mit pädagogischen Fragen. In Brisbane erhielt er ein Graduate Certificate in Education und entwickelte einen Anfängerkurs in Physik.

## Schriften
- mit Bjoern Lekitsch, Sebastian Weidt, Austin G. Fowler, Klaus  Mølmer, Simon J. Devitt, Christof Wunderlich: Blueprint for a microwave trapped ion quantum computer, Science Advances, Band 3, 2017, e1601540, pdf, Arxiv
- mit  D. De Motte u. a.: Experimental system design for the integration of trapped-ion and superconducting qubit systems, Quantum Information Processing, Band 15, 2016, S. 5385–5414, Arxiv
- mit S. Weidt u. a.: Trapped ion quantum-logic with global radiation fields, Phys. Rev. Lett., Band 117, 2016, S. 220501, Arxiv
- mit S. Weidt u. a.: Ground-state cooling of a trapped ion using long-wavelength radiation, Phys. Rev. Lett., Band 115, 2015, S. 013002, Arxiv
- mit R. C. Sterling u. a.: Two-dimensional ion trap lattice on a microchip, Nature Communications, Band 5, 2014, S. 3637, Arxiv
- mit S. Webster, S. Weidt, J.J. McLoughlin: Simple manipulation of a microwave dressed-state ion qubit, Physical Review Letters, Band 111, 2013, S. 140501, Arxiv
- mit James D. Siverns u. a.: Optimization of two-dimensional ion trap arrays for quantum simulation. New Journal of Physics, Band 14, 2012, S. 085009. Arxiv
- mit Marcus D. Hughes, Bjoern Lekitsch, Jiddu A. Broersma,: Microfabricated Ion Traps, Contemporary Physics, Band 52, 2011, S. 505–529, Arxiv
- Mit Mikrowellen rechnen,  Physik Journal,  Band 10, Nr. 10, 2011, S. 24–25, Online
- mit D. Stick, S. Olmschenk, C. Monroe: Semiconductor Traps for Laser-Cooled Atomic Ions and Scalable Quantum,  IEEE LEOS Newsletter, Band 20, 2006, Heft 3, S. 13–17
- mit D. Stick, S. Olmschenk, S. Madsen, J. J. Schwab, C. Monroe: Ion Trap in a Semiconductor Chip, Nature Physics, Band 2, 2006, S. 36–39, Arxiv
- mit J. J. Madsen, D. Stick, J. A.  Rabchuk, C. Monroe: Planar ion trap geometry for microfabrication, Applied Physics B: Lasers and Optics, Band 78, 2004, S. 639–651. Arxiv
- mit A. Mouchet, N. Heckenberg, H. Rubinsztein-Dunlop u. a.: Analysis of dynamical tunnelling experiments with a Bose-Einstein condensate, Phys. Rev. A, Band 70, 2004, S. 013408, Arxiv
- mit  Norman R. Heckenberg, Norman R., Gerard J. Milburn, Halina Rubinsztein-Dunlop: Experimental Tests of Quantum Nonlinear Dynamics in Atom Optics, J. Opt. B: Quantum Semiclass. Opt., Band 5, 2003, R83-R120.
- mit H. Häffner W. Phillips u. a.: Dynamic Tunneling of Ultra-Cold Atoms. Nature, Band 412, 2001, S. 52–55